# Martín González (calciatore 1990)
Martín Alexis González Crespo de Machado, noto semplicemente come Martín González (Montevideo, 9 febbraio 1990), è un calciatore uruguaiano, difensore del Colón.